# 長月キュー
長月 キュー（ながつき　きゅー ）は、日本の漫画家。

## 作品リスト
- 東伍郎とまろすけ（ねこぱんち、少年画報社→ビッグコミックスピリッツ、小学館）
- 16bitワンダーワールド　(読み切り、スピリッツ賞入賞作品)